# Slahi und seine Folterer
Slahi und seine Folterer (internationaler Titel: In Search of Monsters) ist ein investigativer Dokumentarfilm von John Goetz und Ben Hopkins aus dem Jahr 2021. Er handelt vom ehemaligen Guantanamo-Häftling Mohamedou Ould Slahi und der Suche nach den US-Amerikanern, die an seiner Folter im Gefangenenlager beteiligt waren.

## Handlung
Der Film begleitet den Journalisten John Goetz bei mehreren Reisen nach Mauretanien, dem Heimatland Slahis, in welches dieser nach seiner Haftentlassung im Jahr 2016 zurückgekehrt ist. 
Dort spricht Goetz mit Slahi über dessen Erinnerungen an die Gefangenschaft, um Rückschlüsse auf diejenigen ziehen zu können, die ihn gefoltert haben. Deren Identitäten wurden von der US-Regierung lange geheim gehalten; im Gefangenenlager agierten sie häufig mit Masken und Pseudonymen.
Mit den Ergebnissen seiner Recherche begibt sich Goetz schließlich in den Vereinigten Staaten auf die Suche. Dort kann er tatsächlich mehrere Männer und Frauen ausfindig machen, die als Angehörige der US-Armee an der Folter Slahis beteiligt waren. Auch mit ihnen spricht er über ihre Erinnerungen an die Zeit in Guantanamo und überbringt Slahis Angebot einer Aussöhnung.
Zudem zeigt der Film Gespräche, die in der Folge zwischen Slahi und einigen dieser Männer und Frauen per Bildtelefonie zustande kommen. Einige bereuen zumindest in Teilen ihr damaliges Vorgehen, während eine CIA Analystin weiterhin von Slahis Schuld überzeugt ist.

## Produktion und Veröffentlichung
Produziert wurde der Film von der Hoferichter & Jacobs GmbH und dem Norddeutschen Rundfunk, unter Beteiligung von Arte, dem Mitteldeutschen Rundfunk und dem Rundfunk Berlin-Brandenburg. Gefördert wurde er von der Mitteldeutschen Medienförderung.
In einer 52-minütigen Kurzfassung lief der Film am 7. September 2021 in Arte erstmals im deutschen Fernsehen, die Langfassung lief am 14. September 2021 im Ersten. Der Film erschien anlässlich des 20. Jahrestags der Terroranschläge vom 11. September 2001.
Der Film wurde im März 2022 auf DVD und Streaming-Plattformen in den USA und Kanada unter dem Titel „Guantanamo Diary Revisited“ veröffentlicht – in Anlehnung an Slahis meistverkaufte Memoiren.

## Auszeichnungen
Der Film wurde mit dem Stern-Preis 2022 (vormals Nannen Preis) ausgezeichnet. Er wurde beim Wettbewerb Deutscher Dokumentarfilmpreis 2022 nominiert und erhielt eine lobende Erwähnung beim Prix Europa 2022. Der Podcast zum Projekt erhielt den Grimme Online Award 2022 in der Kategorie "Information".
2022 gewann Slahi und seine Folterer (In Search of Monsters) den International Emmy® for Current Affairs.